# Elezioni presidenziali in Argentina del 1958
Le elezioni presidenziali in Argentina del 1958 si tennero il 23 febbraio.

## Risultati
| Candidati               | Candidati                  | Partiti                                             | Voti      | %     | Delegati |
| Presidente              | Vicepresidente             | Partiti                                             | Voti      | %     | Delegati |
| ----------------------- | -------------------------- | --------------------------------------------------- | --------- | ----- | -------- |
| Arturo Frondizi         | Alejandro Gómez            | Unione Civica Radicale Intransigente                | 4 090 398 | 49,74 | 319      |
| Ricardo Balbín          | Santiago del Castillo      | Unione Civica Radicale del Popolo                   | 2 617 693 | 31,83 | 140      |
| Lucas Ayarragaray       | Horacio Sueldo             | Partito Democratico Cristiano                       | 285 650   | 3,47  | –        |
| Alfredo Palacios        | Carlos Sánchez Viamonte    | Partito Socialista                                  | 264 721   | 3,22  | –        |
| Héctor González Iramain | Carlos Aguinaga            | Partito Democratico                                 | 145 935   | 1,77  | –        |
| Reynaldo Pastor         | Martín Aberg Cobo          | Partito Democratico Conservatore Popolare           | 128 226   | 1,56  | –        |
| Luciano F Molinas       | Horacio R Thedy            | Partito Democratico Progressista                    | 126 991   | 1,54  | –        |
| Alejandro Leloir        | -                          | Unione Popolare                                     | 80 712    | 0,98  | –        |
| Vicente Solano Lima     | Alfredo Massi              | Partito Conservatore Popolare                       | 49 784    | 0,61  | –        |
| Juan Bautista Peña      | Ana Zaefferer de Goyeneche | Partito Civico Indipendente                         | 39 157    | 0,48  | –        |
| Juan José Tartara       | -                          | Partito del Popolo                                  | 30 957    | 0,38  | –        |
| Basilio Serrano         | Juan de Zan                | Unione Federale                                     | 12 996    | 0,16  | –        |
| Alejandro Gancedo       | -                          | Unione Civica Radicale Antipersonalista             | 7 141     | 0,09  | –        |
| Rafael Claudeville      | -                          | Partito Rinnovatore                                 | 661       | 0,01  | –        |
| Nessun candidato        | -                          | Partito Liberale di Corriente                       | 51 365    | 0,62  | 5        |
| Nessun candidato        | -                          | Partito Bianco                                      | 40 820    | 0,50  | –        |
| Nessun candidato        | -                          | Unione Popolare Populista                           | 32 119    | 0,39  | –        |
| Nessun candidato        | -                          | Unione Civica Radicale Intransigente Rosso e Bianco | 31 987    | 0,39  | –        |
| Nessun candidato        | -                          | Partito Conservatore                                | 30 239    | 0,37  | –        |
| Altri <30.000 voti      | -                          | -                                                   | 156 821   | 1,91  | 2        |
| Totale                  | Totale                     | Totale                                              | 8 224 373 | 100   | 466      |